# 踊る一寸法師
『踊る一寸法師』（おどるいっすんぼうし）は、江戸川乱歩の著した短編小説。大正15年（1926年）1月、『新青年』に掲載された。エドガー・アラン・ポーの『ちんば蛙』に多大な影響を受けた作である。

## あらすじ
あるサーカス団には、緑（ろく）さんと呼ばれる一寸法師がおり、彼はいつもみんなからいじめられていた。
ある時、緑さんをいつもいじめている紫繻子の男が、緑さんに隠し芸を見せるようにと提案した。緑さんは「美人獄門の魔術」という、女性の入った箱に外から剣を突き刺すという奇術を行うことになり、美しい玉乗りのお花が奇術の被験者に選ばれた。
緑さんは奇術の仕上げとしてお花の首を切り取り、成功裏に終わったかに見えた。ところが、終わった後暫く経ってもお花の姿が見えず、記述者である「私」は不安になる。その時、サーカスのテント内に煙が充満し、「私」は火事だと思ってテントの外に出る。そして、「私」は、テントの上で、一寸法師が手に黒い液体が滴り落ちている物体を持って踊っているのを見る。

## 出版
- 角川文庫『芋虫』 1973年5月
- 新潮文庫『江戸川乱歩名作選』 2016年6月
- 光文社文庫『乱歩の猟奇 江戸川乱歩セレクション』 2017年3月